# Podolepis arachnoidea
Podolepis arachnoidea là một loài thực vật có hoa trong họ Cúc. Loài này được (Hook.) Druce miêu tả khoa học đầu tiên năm 1917.